# 작하이
작하이(베트남어: Giác Hải, 覺海, 생몰년 미상)는 베트남의 승려이다. 남딘 성 출신이며 속성은 응우옌(Nguyễn, 阮)이다. 원래는 어부로 근무했지만 25세에 출가하면서 승려가 되었고 콩로(Không Lộ) 승려와 함께 불교의 가르침을 받았다. 11세기에 활동한 베트남의 선 불교 관련 인물 가운데 하나로 여겨지며 리 왕조의 인종(仁宗) 황제가 쓴 시에도 등장한다.